# Zalman Shneour
Zalman Shneour [en hebreo זלמן שניאור] (de nacimiento Shneur Zalkind) (Shklov, Bielorrusia (antiguo Imperio Ruso), 1887-Nueva York, 20 de febrero de 1959) fue un escritor y poeta en yiddish y hebreo. Se lo considera uno de los mejores escritores en hebreo de su generación, junto a Saúl Chernijovski y Jaim Najman Biálik. Estuvo nominado al Premio Nobel de Literatura en 1951.

## Biografía

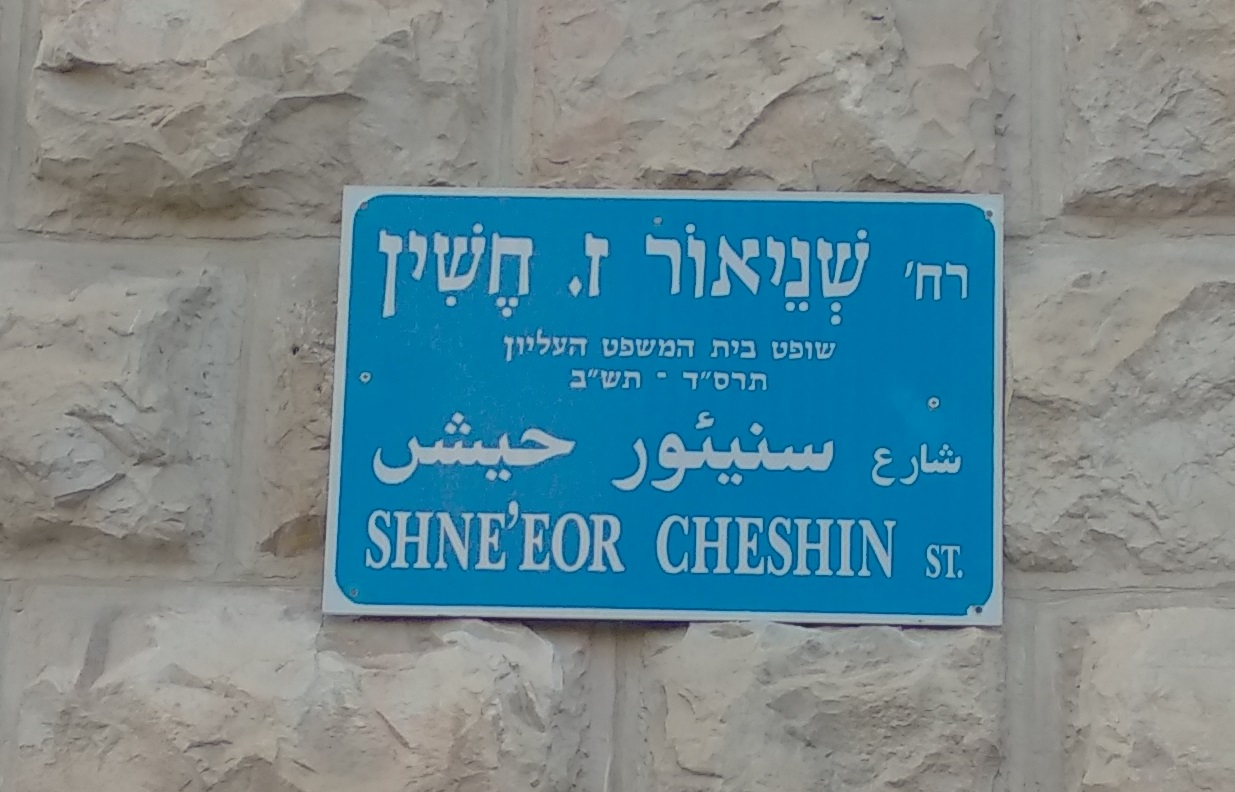
Calle de Tel Aviv con el nombre de Zalman Shneour

Shneour nació en Shklov (Škłoŭ), Bielorrusia (antiguo Imperio Ruso) en 1887. Descendiente de la dinastía Shneerson que lidera la corriente jasídica de Lubavitch, fundada por su ascendiente, el rabino Schneur Zalman de Liadí (1745-1812). Perteneciente a la clase media-alta, sus padres fueron Isaac Zalkind y Feiga Sussman. Recibió una estricta y rígida educación haredí que no le permitió disfrutar de una infancia feliz. Esta circunstancia marcaría parte de su obra. Con 13 años huyó del hogar familiar y se fue a Odessa, el  centro de la literatura y el  sionismo en esa época. Allí conoce a Jaim Najman Biálik. En 1902 migró a Varsovia, donde fue contratado por una editorial y publicó sus primeros poemas. Después, en 1904, volvió a migrar, esta vez a Vilna, donde publicó su primer libro y una colección de cuentos con gran éxito, de la que se publicaron varias ediciones. En 1907, Shneour se estableció en París para estudiar Ciencias Naturales, Filosofía y Literatura en la Sorbona. Entre 1908 y 1913 viajó por varios países europeos y del norte de África. Durante este periodo se caracterizó por una escritura marcadamente nietzscheana y nihilista. El comienzo de la Primera Guerra Mundial lo sorprendió en Berlín, de donde no pudo salir por ser ciudadano ruso. Allí trabajó en un hospital y estudió medicina en la Universidad de Berlín. En 1923 regresó a París donde permaneció hasta 1940, cuando los nazis invadieron Francia durante la Segunda Guerra Mundial. Entonces huyó a España y, de allí a Nueva York en 1941.  

En 1949  se fue a Israel y en 1955 regresó a Nueva York, donde falleció en 1959. Sus restos fueron enterrados, junto a Chernijovski y Biálik, en el Cementerio Trumpeldor. 

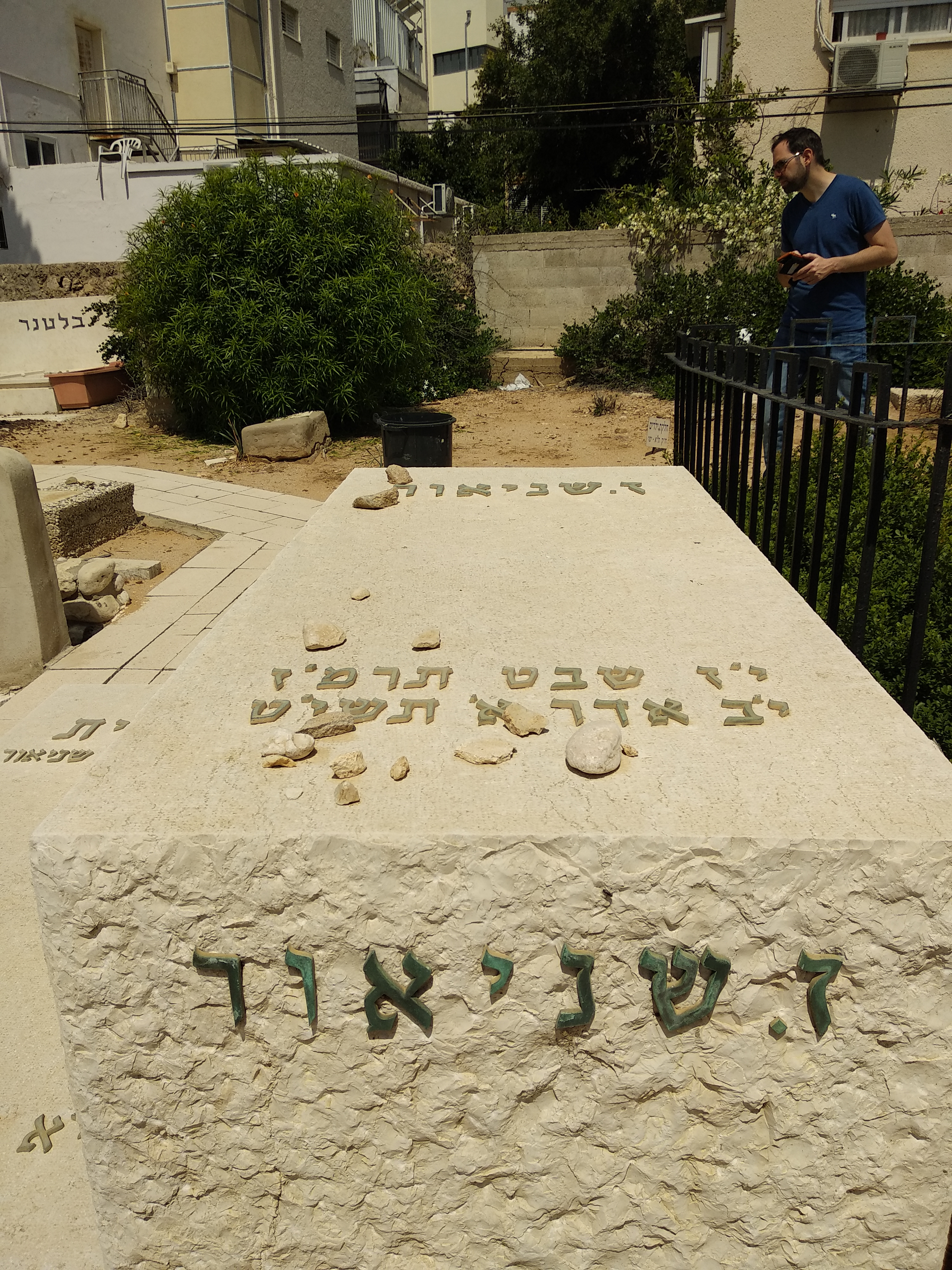
Sepultura de Zalman Shneour

## Reconocimientos y premios
- En 1951 fue galardonado con el Premio Bialik de literatura.[1]
- En 1955 se le otorgó el Premio Israel de literatura.[2]

- Chava Alberstein adaptó y puso música a alguna de sus obras, entre ellas la más famosa, la canción yiddish Margaritkelekh (Margaritas), más conocida por su estribillo "Tra-la-la-la"[8]

- Una calle de Tel Aviv lleva su nombre.[6]